# Feliniopsis subdistans
Feliniopsis subdistans là một loài bướm đêm trong họ Noctuidae.